# Chelosphargis advena
Chelosphargis advena (лат.) — вид вымерших морских черепах из семейства протостегид (Protostegidae), живших во времена верхнемеловой эпохи (89,3—66,0 млн лет назад). Типовой и единственный вид в роде Chelosphargis. Его ископаемые остатки найдены на территории современных штатов Алабамы и Канзаса (США).
В 1908 году Hay на основе голотипа KUVP 1209, представляющего из себя частичный скелет (пластон и прочее) и найденного в верхнемеловых отложениях Алабамы, описал вид Protostega advena. В 1953 году Zangerl выделил этот вид в отдельный род Chelosphargis семейства протостегид.